# Goldbrunnenplatz
Der Goldbrunnenplatz ist ein Platz im Westen der Stadt Zürich im Stadtkreis Wiedikon an der Birmensdorferstrasse. Am Platz kreuzt die Goldbrunnenstrasse die Birmensdorferstrasse, beginnen die Friesenbergstrasse und die Saumstrasse und endet die Kalkbreitenstrasse.

## Geschichte
Die Kreuzung der Strassen an der Stelle des Goldbrunnenplatzes bestand bereits 1895, jedoch war sie noch nicht als Platz ausgebaut. Ab 1898 verkehrten die elektrischen Triebwagen der Städtische Strassenbahn Zürich (StStZ) vom Zürcher Hauptbahnhof durch die Birmensdorferstrasse bis nach Heuried, womit der Goldbrunnenplatz eine Tramhaltestelle erhielt. Die Platzgestaltung setzte in den 1930er-Jahren nach der zweiten Eingemeindung von Zürich ein. 1934 erhielt der Platz eine öffentliche Uhr.
Der Name Goldbrunnen bezieht sich auf die Goldbrunnenegg, wo die Burg Friesenberg stand. Der Name Gold könnte auf die gelbe Farbe des gefundenen Sandsteins hindeuten, was aber nicht eindeutig nachgewiesen ist.